# Sant'Antoni de Calanzanus
Sant'Antoni de Calanzanus (italià Sant'Antonio di Gallura) és un municipi italià, dins de la província de Sàsser. L'any 2007 tenia 1.658 habitants. Es troba a la regió de Gal·lura. Limita amb els municipis d'Arzachena, Calangianus, Luras, Olbia i Telti.

## Administració
| Període | Identitat    | Partit        |
| ------- | ------------ | ------------- |
| 2005-   | Benito Scanu | Llista cívica |